# Bella Ramsey
Isabella May Ramsey (Nottingham, 2003. szeptember –) angol színész.
Lyanna Mormontként vált ismertté a Trónok harca című fantasysorozatban, melyben 2016 és 2019 között szerepelt. 2023-tól a The Last of Us drámasorozatban a főszereplő Ellie-t alakítja. Ramsey a szereppel Primetime Emmy- és Golden Globe-jelöléseket szerzett.
Feltűnt a Botcsinálta boszi epizódjaiban és a Catherine, a Madárka (2022) című filmvígjátékban.

## Magánélete
Ramsey nembináris nemi identitású. Bár önmagára nézve a they/them személyes névmásokat tartja a „legigazabbnak”, számára közömbös, mások mely névmásokkal utalnak rá. Szexualitásával kapcsolatban elárulta: „Nem vagyok 100%-ig heteroszexuális. Ez nálam egy kicsit hullámzó dolog”.
Keresztény vallású, elmondása alapján a hite segített neki az anorexia nervosa elleni küzdelemben. 2020-ban United Hope címmel egy YouTube-csatornát és egy Instagram-profilt is működtetett, ahol hitéről beszélt.
Évek óta vegán, illetve a veganizmus aktív szószólója.
A színészet mellett gitározik és énekel.

## Filmográfia

### Film
| Év   | Magyar cím                          | Eredeti cím                     | Szerep                         | Megjegyzések |
| ---- | ----------------------------------- | ------------------------------- | ------------------------------ | ------------ |
| 2017 |                                     | Elefthería                      | Ellie                          | rövidfilm    |
| 2018 |                                     | Two for Joy                     | Miranda                        |              |
| 2018 | Holmes és Watson                    | Holmes & Watson                 | Flotsam                        |              |
| 2019 | Emmy hercegnő                       | Princess Emmy                   | Gizana hercegnő (angol hangja) |              |
| 2019 | Judy                                | Judy                            | Lorna Luft                     |              |
| 2019 |                                     | Nancy                           | Nancy                          | rövidfilm    |
| 2019 |                                     | Zero                            | Alice                          | rövidfilm    |
| 2019 |                                     | On the Beaches                  | Kitty                          | rövidfilm    |
| 2020 |                                     | Turtle Journey                  | Teknőslány (hangja)            | rövidfilm    |
| 2020 |                                     | 3 Minutes of Silence            | Jane                           | rövidfilm    |
| 2020 | Ellenállás                          | Resistance                      | Elsbeth                        |              |
| 2021 |                                     | Requiem                         | Evelyn                         | rövidfilm    |
| 2021 |                                     | Villain                         | Georgia                        | rövidfilm    |
| 2021 |                                     | Hilda and the Mountain King     | Hilda (hangja)                 |              |
| 2022 | Catherine, a Madárka                | Catherine Called Birdy          | Birdy                          |              |
| 2023 | Csibefutam: A csirkefalatok hajnala | Chicken Run: Dawn of the Nugget | Molly (hangja)                 |              |

### Televízió
| Év        | Magyar cím          | Eredeti cím        | Szerep          | Megjegyzések                                    |
| --------- | ------------------- | ------------------ | --------------- | ----------------------------------------------- |
| 2016–2019 | Trónok harca        | Game of Thrones    | Lyanna Mormont  | visszatérő szereplő 6–8. évad (9 epizód)        |
| 2017–2020 | Botcsinálta boszi   | The Worst Witch    | Mildred Hubble  | főszereplő (1-3. évad) vendégszereplő (4. évad) |
| 2018      |                     | Requiem            | fiatal Matilda  | 1 epizód                                        |
| 2018–2023 | Hilda               | Hilda              | Hilda (hangja)  | főszereplő (26 epizód)                          |
| 2020      |                     | Shepherd's Delight | lány a parkban  | 1 epizód                                        |
| 2020      | Az Úr sötét anyagai | His Dark Materials | Angelica        | 2. évad (6 epizód)                              |
| 2020      | Bűbáj tábor         | Summer Camp Island | Ramona (hangja) | 1 epizód                                        |
| 2022      |                     | Becoming Elizabeth | Jane Grey       | főszereplő (6 epizód)                           |
| 2023–     | The Last of Us      | The Last of Us     | Ellie           | főszereplő magyar hangja Gyarmati Laura         |
| 2023      | Letöltendő idő      | Time               | Kelsey          | 2. évad (3 epizód)                              |

## Fordítás
- Ez a szócikk részben vagy egészben  a   Bella Ramsey című angol Wikipédia-szócikk ezen változatának fordításán alapul.  Az eredeti cikk szerkesztőit annak laptörténete sorolja fel. Ez a jelzés csupán a megfogalmazás eredetét és a szerzői jogokat jelzi, nem szolgál a cikkben szereplő információk forrásmegjelöléseként.